# Matías Valdez (cantante)
Matías Valdez Sastre (Mendoza, 29 de abril de 1995) es un cantante y compositor uruguayo, que adquirió reconocimiento tras el lanzamiento de «Latidos», con la cual formó parte de los artistas más escuchados de Uruguay en la plataforma Spotify.

## Biografía

### Primeros años
Valdéz nació y creció en Mendoza, Departamento de Florida. Asistió a la Escuela N.° 22 de su pueblo natal. Comenzó a tomar clases de guitarra a una temprana edad, y durante su adolescencia formó parte de bandas musicales con sus amigos como baterista. Una vez culminó sus estudios secundarios, se insertó en el mercado laboral, trabajando como conductor de un tractor en un tambo durante cuatro años. Posteriormente comenzó a trabajar como camionero en diferentes empresas para luego desempeñarse en las obras del Proyecto Ferrocarril Central manejando excavadoras.

### Carrera musical
Mientras se desempeñaba en diferentes oficios, Valdez compartía covers en la plataforma YouTube. En febrero de 2021 lanzó su carrera solista tras firmar contrato con Montevideo Music Group y 360 Management. Lanzó «Nace un borracho» y «No quiero ser tu amigo», aunque no fue hasta el lanzamiento del cuarto sencillo,  «Quédate» que comenzó a obtener cierto éxito.
En agosto de 2021 lanzó su sencillo «Latidos», que se convirtió en un éxito, lo que le trajo reconocimiento aún mayor, al formar parte del Top 20 Mensual de la Cámara Uruguaya del Disco durante cinco meses y del Top 50 de la plataforma Spotify en el país, llegando a recibir la certificación de cuádruple disco de platino. Asimismo, comenzó a realizar giras por Argentina, Chile y Paraguay.
En octubre de 2022 fue galardonado con el Premio Graffiti en la categoría "artista del año" y "tema del año", por su sencillo «Latidos».

## Discografía

### Álbumes
- 2024: Cierra Los Ojos Y Siente

### Sencillos
- 2021: Nace un borracho
- 2021: No quiero ser tu amigo
- 2021: De Callados ft. Martín Piña
- 2021: Quédate
- 2021: Me enamoré ft. Valsi
- 2021: Latidos
- 2021: Me encanta ft. Lucas Sugo
- 2021: Volver a vernos[13]
- 2022: Boleto al amor ft. Chacho Ramos
- 2022: Adiós ft. Gonzalo Castillo
- 2022: Lo quiero todo
- 2022: ¿A dónde vamos?
- 2022: Quiero un sí ft. Catherine Vergnes
- 2023: Yo solo quiero
- 2023: No te vayas ft. La K'onga
- 2023: Ella
- 2023: Tu Despertador ft. Rodrigo Tapari
- 2023: Contigo
- 2023: Tengo Ganas ft. Márama
- 2023: Baile de Raid ft. Larbanois & Carrero
- 2024: Vamos a Trasnochar ft. Nahuel Pennisi
- 2024: Loco por ti ft. Chili Fernández y Crismi
- 2024: Línea divisoria
- 2024: Tal Vez ft. Axel
- 2024: No Quiero Ser Tu Amigo
- 2024: Loca (Remix) (colaboración AX 13 y El Mago)
- 2024: Bonita
- 2024: Noche Fría ft. Flor Álvarez
- 2024: Contacto Cero ft. Martín Piña y Marcos Castelló Kaniche
- 2024: Latidos (Versión Balada)
- 2024: El Aviso ft. Cruzando el Charco
- 2024: Conmigo o Sin Mi ft. Márama
- 2024: Intentaré
- 2024: Amor En París ft. URI
- 2024: Hay Amores
- 2024: Diferentes ft. Pulso
- 2024: Quiero
- 2024: Amores Como Tu ft. Pala Romero
- 2024: Corazón Sin Techo ft. Martín Piña
- 2024: Para Navidad
- 2025: Otra Cerveza (ft. Valen Vargas)